# 1977-es cannes-i filmfesztivál
A 30. Cannes-i Nemzetközi Filmfesztivál 1977. május 13. és 27. között került megrendezésre, Roberto Rossellini olasz filmrendező, a Francia Filmtár (Cinémathèque française) elnökletével. A versenyben 23 nagyjátékfilm és 7 rövidfilm vett részt, versenyen kívül 7 alkotást vetítettek és további 38-at a három másik – versenybe nem számító – szekciókban (Termékeny szemek, A kor légköre, illetve Az összetett múlt). A párhuzamos rendezvények Kritikusok Hete szekciójában 7 filmet mutattak be, míg a Rendezők Kéthete elnevezésű szekció keretében 21 nagyjátékfilm és 6 kisfilm vetítésére került sor.
A fesztivált Dino Risi olasz filmrendező nyitotta meg. A szervezők nehezen tudták kézben tartani a rendezvényt, annyi párhuzamos program volt, hogy a vendégek alig voltak képesek követni, hol, milyen minőségben játszanak filmeket. A káoszt csak fokozta, hogy a hivatalos válogatás verseny- és versenyen kívüli szekciói mellett a párhuzamos rendezvények is sok filmet vetítettek, sőt az immár 17. alkalommal megrendezett filmvásár keretében további 307 produkciót mutattak be a lehetséges vásárlóknak.
Az Arany Pálma-jelöltek között tartották számon a Három nő (Robert Altman), A csipkeverőnő (Claude Goretta), Az amerikai barát (Wim Wenders), valamint az Egy különleges nap (Ettore Scola) című alkotásokat – a nyertes végül is a Taviani-fivérek Apámuram című filmje lett, ami egyben FIPRESCI-díjban is részesült (először fordult elő, hogy ugyanaz a film mindkét elismerést megkapta). Ridley Scott lett a legjobb első filmes (Párbajhősök), a legjobb színész pedig a fesztiválon már rendkívül otthonosan mozgó spanyol színész, Fernando Rey (Életem, Elisa). Ebben az évben mutatta be rendezői munkássága utolsó darabját – a Bibliáról készített dokumentumfilmjét – Marcel Carné (La bible).
A legnagyobb – füttykoncertben is kifejezett – felháborodást Marguerite Duras A kamion című szerzői filmje keltette. A rendezőnő és Gérard Depardieu egy kamion éjszakai útjáról készült vágóképek melletti szövegfelolvasását és forgatókönyv-értelmezését szinte senki sem értékelte, egy olasz néző egyenesen a rendezőnő és a film alkotóinak megölésével fenyegetőzött… Azonban nem csak ez okozott izgalmat a fesztivál idején: előbb a fesztiválpalota vetítőtermében találtak bombát, majd sztrájk bénította a rendezvényt.
A zsűri 71 éves elnöke, Roberto Rossellini, aki előző évben vette át a Francia Filmtár vezetését, a filmes esemény idején egy – mindenki számára nyitott – kollokviumot tartott. Nevéhez fűződik a fesztivál történetének talán legkomolyabb botránya. Az Arany Pálma díjas Apámuram ugyanis televízióra készült, 16 mm-es kópiával, kis költségvetéssel. Rossellini erősen hitt a televízió és mozi közötti átjárhatóságban, ezért – véleményének nyersen, ellentmondást nem tűrő módon adva hangot – kitartott a fődíj odaítélése mellett. Végül egyedül állt ki az emelvényre bejelenteni a díjat, mivel a fesztivál főbiztosa távollétével fejezte ki egyet nem értését. Rossellini egy héttel később szívrohamban hunyt el…
A fesztivál elsőszámú filmcsillagja Isabelle Huppert volt (A csipkeverőnő). Kiemelkedő alakítást nyújtott Fernando Rey oldalán Geraldine Chaplin (Életem, Elisa), az Iphigenia főszerepében Irene Papas és az Egy különleges nap két sztárja: Sophia Loren és Marcello Mastroianni. Nagyágyúkat vonultatott fel a Lila taxi: Peter Ustinov, Charlotte Rampling, Philippe Noiret és Fred Astaire. A fesztivállátogatók a Ha-Gan című izraeli film fiatal lányának szerepében fedezhették fel Melanie Griffith színésznőt. Emlékezetes volt Harvey Keitel (Párbajhősök), Ornella Muti, Patrick Dewaere és Ugo Tognazzi (La stanza del vescovo), valamint Paul Newman (Jégtörők). A Croisette-en sokan rácsodálkozhattak egy osztrák származású „izomhegyre”: Arnold Schwarzeneggerre (Acélizom).

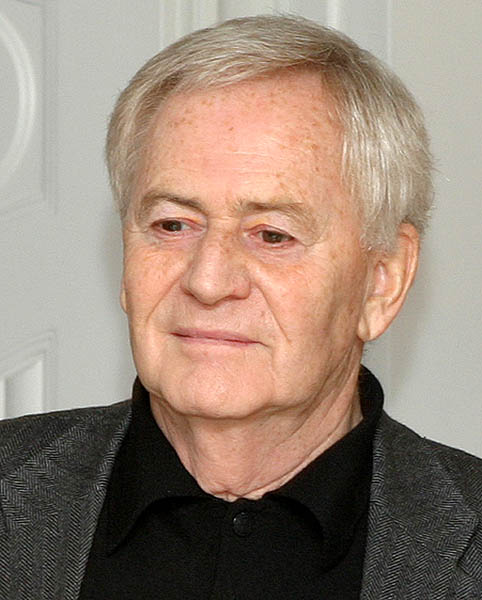
Szabó István filmrendező

Magyar siker a fesztiválon: Arany Pálmát kapott a rövidfilm kategóriában Jankovics Marcell színes animációs filmje, a Küzdők. A nagyjátékfilmek versenyébe Szabó István Budapesti mesék című alkotása kapott meghívást. A Rendezők Kéthete párhuzamos szekció filmjei közül kiemelkedett Mészáros Márta Kilenc hónap című alkotása, amely FIPRESCI-díjat kapott.
További magyar vonatkozása a fesztiválnak, hogy a Kanadából Párizsba visszatért, és ott másfél hónappal korábban elhunyt magyar származású brit rajzfilmes, Peter Foldes Visage című animációs rövidfilmjét ugyancsak indították az Arany Pálmáért folyó versenyben.

## Zsűri
- Roberto Rossellini, filmrendező – elnök –  Olaszország
- Anatole Dauman, filmproducer –  Franciaország
- Renoîte Groult, író –  Franciaország
- Carlos Fuentes, író –  Mexikó
- Jacques Demy, filmrendező –  Franciaország
- Marthe Keller, színésznő –  Svájc
- N'Sougan Agblemagnon, író –  Togo
- Pauline Kael, újságíró –  Amerikai Egyesült Államok
- Jurij Ozerov, filmrendező –  Szovjetunió

## Hivatalos válogatás

### Nagyjátékfilmek versenyben

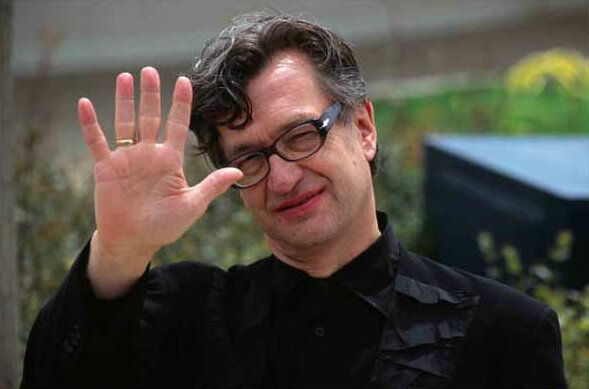
Wim Wenders Cannes-ban – 25 évvel később

- 3 Women (Három nő)[5] – rendező: Robert Altman
- Bang! – rendező: Jan Troell
- Black Joy – rendező: Anthony Simmons
- Bound for Glory (Dicsőségre ítélve)[6] rendező: Hal Ashby
- Budapesti mesék – rendező: Szabó István
- Car Wash (Retkes verdák rémei) – rendező: Michael Schultz
- Der Amerikanische Freund (Az amerikai barát) – rendező: Wim Wenders
- Elisa, vida mía (Életem, Elisa) – rendező: Carlos Saura
- Gruppenbild mit Dame (Csoportkép hölggyel) – rendező: Aleksandar Petrović
- Iphigenia (Iphigenia) – rendező: Mihálisz Kakojánisz
- J.A. Martin photographe – rendező: Jean Beaudin
- Kicma – rendező: Vlatko Gilic
- La communion solennelle (Az első áldozás) – rendező: René Féret
- La dentellière (A csipkeverőnő) – rendező: Claude Goretta
- Le camion (A kamion) – rendező: Marguerite Duras
- Le vieux pays où Rimbaud est mort – rendező: Jean Pierre Lefebvre
- Oi Kynighoi – rendező: Theo Angelopoulos
- Padre padrone (Apámuram) – rendező: Paolo és Vittorio Taviani
- Podranki – rendező: Nyikoláj Gubenko
- The Duellists (Párbajhősök) – rendező: Ridley Scott
- Un borghese piccolo piccolo (Egy egészen kicsi kispolgár) – rendező: Mario Monicelli
- Un taxi mauve (Lila taxi) – rendező: Yves Boisset
- Una giornata particolare (Egy különleges nap) – rendező: Ettore Scola

### Nagyjátékfilmek versenyen kívül
- Aida – rendező: Pierre Jourdan
- All This and World War II – rendező: Susan Winslow
- Beethoven – Tage aus einem Leben – rendező: Horst Seemann
- Black Shadows on a Silver Screen – rendező: Ray Hubbard
- Bogart – rendező: Marshall Flaum
- Camelamos naquerar – rendező: Miguel Alcobendas
- Carrara – rendező: Christian Paureilhe
- Catherine – rendező: Paul Seban
- Ciné Follies – rendező: Philippe Collin
- Des femmes et des nanas – rendező: Jean-Pierre Marchand
- El mundo de Pau Casals – rendező: Joan-Baptiste Bellsolell
- Ha-Gan – rendező: Victor Nord
- Harlan County U.S.A. – rendező: Barbara Kopple
- Heinrich – rendező: Helma Sanders-Brahms
- Il gabbiano – rendező: Marco Bellocchio
- La bible – rendező: Marcel Carné
- La stanza del vescovo – rendező: Dino Risi
- La vie au ralenti – rendező: Jean-Christophe Rosé
- Le portrait de Dorian Gray – rendező: Pierre Boutron
- Le ragioni des successo – rendező: Luca Verdone
- Les lieux d'une fugue – rendező: Georges Perec
- Life Goes to the Movies – rendező: Mel Stuart
- Mais qu'est ce qu'elles veulent – rendező: Coline Serreau
- Meanwhile, Back at the Ranch – rendező: Richard Patterson
- Moi Tintin – rendező: Henri Roanne és Gérard Valet
- Mozart – Aufzeichnungen einer Jugend – rendező: Klaus Kirschner
- News from Home – rendező: Chantal Akerman
- Nyeakoncsennaja pjesza dlja mehanyicseszkovo pianyino (Etűdök gépzongorára)[5] – rendező: Nyikita Szergejevics Mihalkov
- One Man – rendező: Robin Spry
- Paradistorg – rendező: Gunnel Lindblom
- Pelé – rendező: François Reichenbach
- Pumping Iron (Acélizom) – rendező: George Butler és Jérôme Gary
- Queridísimos verdugos – rendező: Basilio Martín Patino
- Raoni – rendező: Jean-Pierre Dutilleux
- Rhinoceros (Rinocérosz) – rendező: Tom O'Horgan
- San Gottardo – rendező: Villi Hermann
- Scott Joplin – rendező: Jeremy Paul Kagan
- Slap Shot (Jégtörők) – rendező: George Roy Hill
- Thats Action – rendező: G. David Schine
- The Children of Theatre Street – rendező: Robert Dornhelm
- The Naked Civil Servant – rendező: Jack Gold
- The Passionate Industry – rendező: Joan Long
- The Pictures That Moved: Australian Cinema 1896-1920 – rendező: Joan Long
- Torre Bela – rendező: Thomas Harlan
- Un Cuore semplice (Egy jámbor lélek) – rendező: Giorgio Ferrara

### Rövidfilmek
- Arte tairona – rendező: Francisco Norden
- Di Cavalcanti – rendező: Glauber Rocha
- Küzdők – rendező: Jankovics Marcell
- Mao par lui-même – rendező: René Vienet
- Rumble – rendező: Jules Engel
- Stille Post – rendező: Ivan Steiger
- Visage[4] – rendező: Peter Foldes

## Párhuzamos szekciók

### Kritikusok hete
- Ben et Bénédict – rendező: Paula Delsol
- Caminando paso… Caminando – rendező: Federico Weingartshofer
- Dvadtsat dnej bez vojny (Húsz nap háború nélkül) – rendező: Alekszej German
- Etnocidio, notas sobre el mezquital – rendező: Paul Leduc
- Liebe das leben – rendező: Lutz Eisholz
- Omar Gatlato – rendező: Merzak Allouache
- Szeisun no szacudzsin sa – rendező: Haszegava Kadzuhiko

### Rendezők Kéthete

#### Nagyjátékfilmek
- 25 – rendező: José Celso Martinez Corrêa és Celso Luccas
- Aftenlandet – rendező: Peter Watkins
- Ceddo (Ceddo) – rendező: Ousmane Sembene
- Chinois, encore un effort pour être révolutionnaires! – rendező: René Viénet
- Continuar a Viver – rendező: António da Cunha Telles
- Erasmus Montanus eller Jorden er flad – rendező: Henrik Stangerup
- Llocsi Caimanta, fuera de aquí! – rendező: Jorge Sanjinés
- Gizmol – rendező: Howard Smith
- Kilenc hónap – rendező: Mészáros Márta
- La historia me absolvera – rendező: Gaetano Pagano
- La muerte de Sebastian Arache y su pobre entierro – rendező: Nicolás Sarquís
- Långt borta och nära – rendező: Marianne Ahrne
- Le diable, probablement… (Talán az ördög) – rendező: Robert Bresson
- Les enfants du placard – rendező: Benoît Jacquot
- Les indiens sont encore loin (Az indiánok még messze vannak) – rendező: Patricia Moraz
- Nós por cá Todos Bem (Otthon mindenki jól van) – rendező: Fernando Lopes
- Urs Al-Zayn – rendező: Khalid Al Siddiq
- Prata Palomares – rendező: André Faria
- Soleil des hyènes (A hiénák napja) – rendező: Ridha Behi
- Stunde Null – rendező: Edgar Reitz
- Why Shoot The Teacher? – rendező: Silvio Narizzano

#### Rövidfilmek
- Claude Chauvy, l’art du tournage en bois – rendező: Jean-Pierre Bonneau
- Eggs (cm) – rendező: Bent Hamer és John Hubley
- Hors jeu – rendező: Georges Schwizgebel
- Nyhtes – rendező: Giorgos Katakouzinos
- Sauf dimanches et fêtes – rendező: François Ode
- Windy Day – rendező: John Hubley és Faith Hubley

## Díjak

### Nagyjátékfilmek
- Arany Pálma: Apámuram (Padre padrone)[5] – rendező: Paolo és Vittorio Taviani
- Legjobb női alakítás díja:
  - Shelley Duvall – 3 Women (Három nő)
  - Monique Mercure – J.A. Martin photographe
- Legjobb férfi alakítás díja: Fernando Rey – Elisa, vida mía (Életem, Elisa)
- Legjobb első alkotás díja: The Duellists (Párbajhősök) – rendező: Ridley Scott
- Legjobb filmzene díja: Car Wash (Retkes verdák rémei) – zeneszerző: Norman Whitfield
- Technikai nagydíj: Car Wash (Retkes verdák rémei) – rendező: Michael Schultz
- FIPRESCI-díj:
  - Apámuram – rendező: Paolo és Vittorio Taviani
  - Kilenc hónap – rendező: Mészáros Márta[7]
- Ökumenikus zsűri díja:
  - La dentellière (A csipkeverőnő) – rendező: Claude Goretta
  - J.A. Martin photographe – rendező: Jean Beaudin

### Rövidfilmek
- Arany Pálma (rövidfilm): Küzdők – rendező: Jankovics Marcell
- A zsűri különdíja (rövidfilm): Di Cavalcanti – rendező: Glauber Rocha